# Viola magna
Viola magna är en violväxtart som beskrevs av C. Richt.. Viola magna ingår i släktet violer, och familjen violväxter. Inga underarter finns listade i Catalogue of Life.